# Frojach-Katsch
Frojach-Katsch ist eine ehemalige Gemeinde mit 1146 Einwohnern (Stand: 31. Oktober 2013) im Gerichtsbezirk bzw. Bezirk Murau in der Steiermark. Am 1. Jänner 1968 entstand sie durch die Zusammenlegung der Gemeinden Frojach und Katsch. Im Rahmen der Gemeindestrukturreform in der Steiermark ist sie ab 2015 mit der Gemeinde Teufenbach zusammengeschlossen, die neue Gemeinde führt den Namen Teufenbach-Katsch. Grundlage dafür ist das Steiermärkische Gemeindestrukturreformgesetz – StGsrG.

## Geografie

### Lage
Frojach-Katsch liegt zentral im Bezirk Murau und ist 10 km von der Bezirkshauptstadt entfernt. Es ist mit einer Fläche von 38,89 km² die vierzehntgrößte Gemeinde im Bezirk. Es umfasst die Ausläufer des steirischen Katschtals sowie einen Teil des oberen Murtals. Der Ort Katsch liegt in den Schladminger Tauern (Niedere Tauern) und Frojach in den Gurktaler Alpen. Diese zwei Untergruppen der Ostalpen werden durch die Mur getrennt.

### Gemeindegliederung

Blick ins Katschtal auf die Ortschaft Katsch

Vogelperspektive auf Ortschaft Frojach

Blick auf das Oberdorf in Katsch

Die Gemeinde Frojach-Katsch besteht aus den zwei Katastralgemeinden Frojach und Katsch.

### Nachbargemeinden
Die Nachbargemeinde im Westen entlang der B96 (Murauer Straße – Richtung Murau) ist Triebendorf, im Nordwesten liegt Sankt Peter am Kammersberg, im Nordosten – auf der anderen Seite des Pleschaitz – liegen die Gemeinden Oberwölz und Niederwölz, im Osten entlang der B96 (Richtung Scheifling) liegt Teufenbach, im Süden grenzt Frojach-Katsch an Sankt Lambrecht.

### Gebirge
Frojach-Katsch liegt in einer Großgruppe der Zentralalpen in den Ostalpen. Die Gemeinde wird von der Mur durchflossen, welche die Grenze zwischen den Niederen Tauern und den Gurktaler Alpen ist. Somit liegt die Ortschaft Katsch (und Pux) in den Schladminger Tauern und Frojach (und Saurau) in den Gurktaler Alpen. Der Pleschaitz ist mit 1797 Metern der höchste Berg der Gemeinde und liegt an der Grenze zwischen Katsch und Oberwölz Umgebung. Der Puxberg ist ein weiterer wichtiger Berg der Gemeinde, in seinem Südhang liegt das Puxerloch. Im Süden der wird die Gemeinde vom Reuterbichl (1343 Meter – südlich von Saurau) und vom Blasenkogl (1602 Meter – in Frojach) von Sankt Blasen getrennt.

### Flüsse und Gewässer
Wichtigster Fluss im ehemaligen Gemeindegebiet von Frojach-Katsch ist die Mur, die hier von West nach Ost fließt. Sie ist teilweise die geographische Grenze zwischen Frojach und Katsch. Ein weiteres Gewässer ist der Katschbach, der ein Zubringer der Mur ist, und an der Grenze zwischen Frojach und Katsch in die Mur mündet.

## Geschichte

### Namensgeschichte
Der Name Katsch wird erstmals 982 urkundlich erwähnt, damals allerdings als Chaczi oder Chats. Da der Ort ab Mitte des 11. Jahrhunderts zu einer wichtigen Handelsmetropole wurde, wird er später mehrmals erwähnt in der Form Chatissa. Frojach wurde Mitte des 12. Jahrhunderts das erste Mal urkundlich erwähnt in der Form Froiach. Die handschriftliche Urkunde wurde im Stift Sankt Lambrecht verfasst und wird in der Universitätsbibliothek Graz verwahrt.

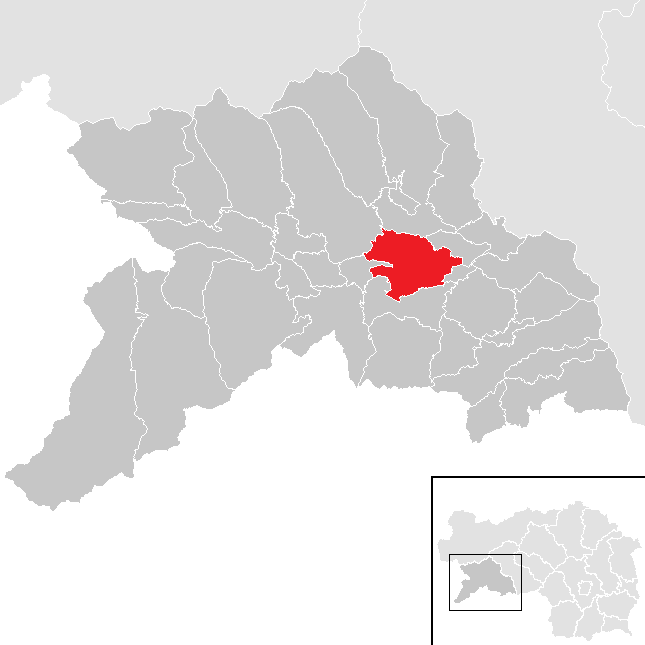
Lage der ehemaligen Gemeinde im Bezirk Murau mit den Gemeindegrenzen bis 2014

## Bevölkerung

### Bevölkerungsstruktur
| Bevölkerungsentwicklung Daten lt. Statistik Austria (Volkszählung 2001) |

In der Gemeinde Frojach-Katsch lebten im November 2004 1264 Menschen. Laut der Volkszählung 2001 waren 98,4 % der Bevölkerung im Besitz der österreichischen Staatsbürgerschaft. Zur römisch-katholischen Kirche bekannten sich 95,9 % der Einwohner, 1,8 % waren ohne religiöses Bekenntnis.
Die Altersstruktur von Frojach-Katsch war 2001 gegenüber dem Durchschnitt des Landes Steiermark deutlich jünger. So waren 2001 20,6 % der Einwohner Frojach-Katschs jünger als 15 Jahre (Gesamtsteiermark: 16,2 %) und 60,4 % zwischen 15 und 59 Jahre alt (Gesamtsteiermark: 61,5 %). Der Anteil der Einwohner mit mehr als 59 Jahren lag mit 19 % unter dem Landesschnitt von 22,3 %.

### Bevölkerungsentwicklung
Bis ins 14. Jahrhundert wuchs die Bevölkerungszahl der Gemeinde, da es eine gute Infrastruktur und eine ertragreiche Landwirtschaft gab. Um 1450 setzte dann jedoch ein Siedlungsrückgang und ein Bauernsterben ein, das durch eine langandauernde Agrarkrise, durch eine ungünstige Klimaveränderung und durch Seuchen wie die Pest ausgelöst wurde. Dieser Rückgang ist bis ins 15. Jahrhundert bemerkbar. In der zweiten Hälfte des 19. Jahrhunderts gab es wieder einen Rückgang der Bevölkerungszahl, da die Bauern ihren Landbesitz stets vergrößerten und somit andere Bauern aus dem Gebiet verdrängten. Seit etwa 1900 ist die Bevölkerungszahl wieder stabil.

## Politik
Der Gemeinderat hatte 15 Mitglieder.
- Mit den Gemeinderatswahlen in der Steiermark 2005 hatte der Gemeinderat folgende Verteilung: 7 SPÖ, 5 ÖVP, 2 Namensliste 2000, und 1 FPÖ.
- Mit den Gemeinderatswahlen in der Steiermark 2010 hatte der Gemeinderat folgende Verteilung: 7 SPÖ, 5 ÖVP, und 3 FPÖ.

Bürgermeister
- bis 2005 Mathias Karner
- 2005–2010 Wilhelm Schnedl (SPÖ)
- 2010 bis Ende 2014 Gottfried Sperl (FPÖ)

## Wappen
Die steirische Landesregierung verlieh am 22. Mai 1978 mit Wirkung vom 1. August 1978 der Ortsgemeinde Frojach-Katsch ein Gemeindewappen, das folgendermaßen zu beschreiben ist: Im roten Schild ein goldgesäumter schwarzer Balken, der im Mittelteil mit einem goldenen norischen Gürtelbeschlag belegt ist. Ein bronzener norischer Gürtelbeschlag aus provinzialrömischer Zeit, der im Gemeindegebiet gefunden wurde, greift in Gold auf Schwarz die Farben des Römisch-Deutschen Reiches auf, mit Rot erinnert das Wappen an die Farbfreudigkeit norischer Frauentrachten.

## Kultur und Sehenswürdigkeiten

### Sehenswürdigkeiten

#### Burgruine Katsch

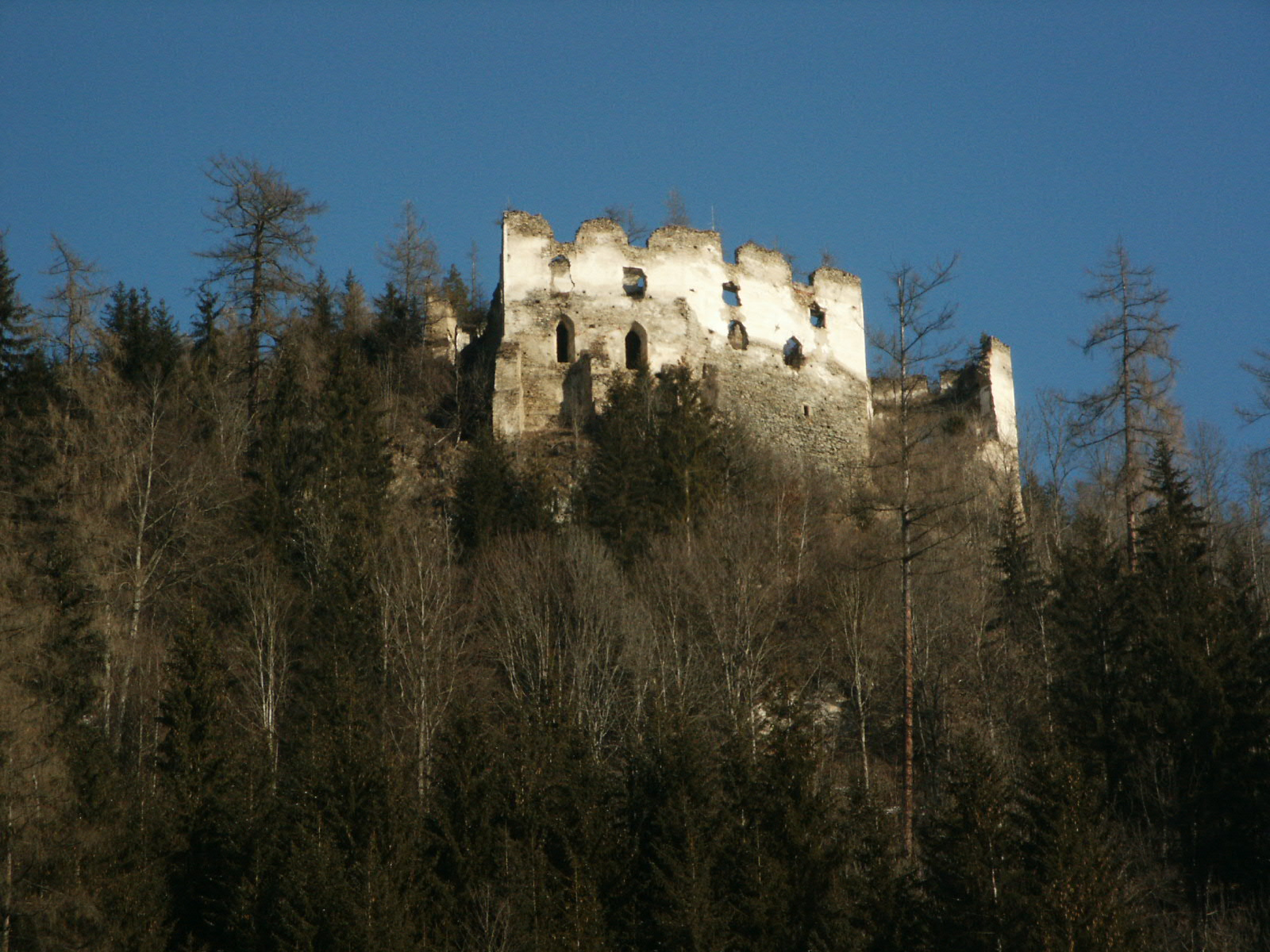
Burgruine Katsch

Bereits im 9., 10. und 11. Jahrhundert wird die Burg urkundlich erwähnt, was den Schluss zulässt, dass sie schon von den Karolingern erbaut wurde. Am 6. Mai 1007 schenkte König Heinrich II. dem Bistum Freising ein ausgedehntes Königsgut in der damals karantanischen Steiermark, welches das Wölzertal bis Lind und das ganze Gebiet zwischen Katschbach, Mur, Rantental und der Linie Schöder-Rinegg umfasste.
Die Herrschaft Katsch mit Burg und Grundbesitz wurde jedoch später dem freisingischen Gut entfremdet. Auch andere Teile des freisingischen Gutes im Katschtal gingen später verloren.
In mehreren Geschichtswerken ist nachzulesen, dass die Burg Katsch durch ein starkes Erdbeben am 4. Mai 1201 zerstört worden sei. Nach neuen wissenschaftlichen Untersuchungen stellte sich jedoch heraus, dass die Burg nicht zerstört wurde.
Die Burg verfällt seit Mitte des 18. Jhdts. stetig, doch der im Jahr 2001 gegründete Verein zur Rettung der Ruine Katsch will diesem Prozess entgegenwirken und den jetzigen Zustand der Ruine erhalten.

#### Römerweg Katsch an der Mur
Der Römerweg, der im Gemeindegebiet von Frojach-Katsch noch recht gut zu sehen ist, führte über Katsch-Oberdorf, Althofen, St. Peter/Kammersberg und Feistritz stets an der Westseite des Tales über den Sölkpass, wo er sich im Ennstal mit der römischen Straße vereinigte, welche die beiden Tauernstraßen zwischen Stiriate (Liezen) und Anis (Altenmarkt) verband.
In Katsch fand man in einem Steinbruch Mauerreste und Gefäße. Bei diesen Ausgrabungen in den Jahren 1928 und 1929 wurde ein frührömisches Gräberfeld mit 30 Brandgräbern und sieben Skelettbestattungen freigelegt.
Ein weiterer Zeuge einer römischen Vergangenheit am „Murboden“ ist der Römerstein, der an der Seitenwand im Inneren der Kirche von Frojach angebracht ist und der Sage nach den Erzieher Neros, also Seneca, darstellt. Seneca soll in Triebendorf, etwa 5 km westlich von Frojach, in Verbannung gelebt haben.

#### Puxerloch
Der im Volksmund als Puxerloch bezeichnete Ort umfasst die beiden Höhlenburgen Luegg und Schallaun. 100 Meter über dem Boden steigt die fast senkrechte Südwand des Berges Pleschaitz bzw. des ihm vorgelagerten Puxberges auf. In dieser sind die Reste der beiden Höhlenburgen Luegg und Schallaun. In der größeren Höhle befand sich die Burg Luegg, welche heute noch zugänglich ist. Die Höhle ist mit einer Mauerwand abgeschlossen, im Inneren lagen früher die Wohnräume.

#### Schmalspurbahnmuseum des Club 760

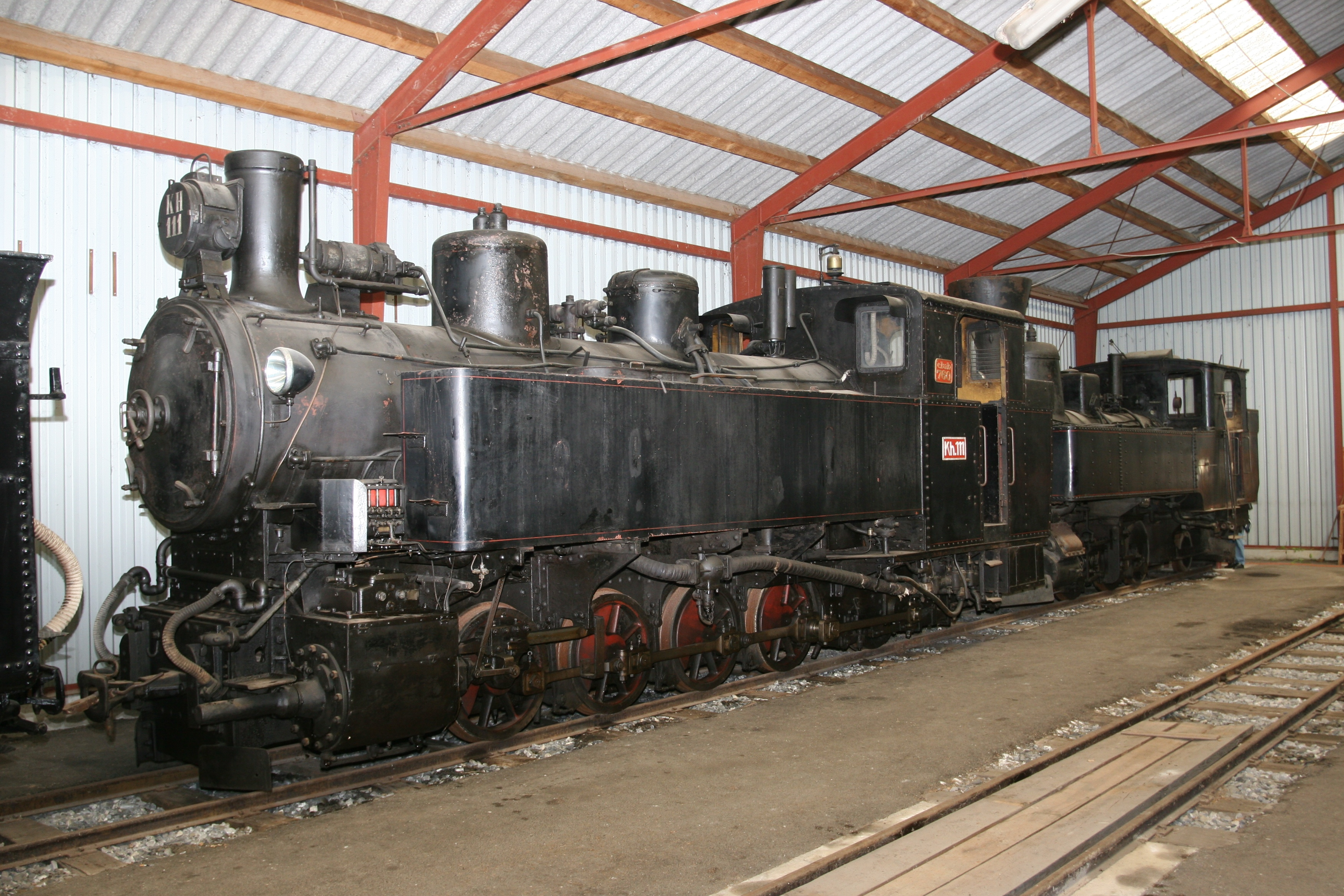
Lokomotive Kh.111 in der Museumshalle, dahinter Lok 7 der SKGLB

1978 errichtete der Club 760 „Freunde der Murtalbahn“ auf einem von der Diözese Graz-Seckau gepachteten Grundstück ein Schmalspurbahnmuseum mit Gleisanschluss zum Bahnhof Frojach der Murtalbahn. Auf einer Fläche von 360 m² befinden sich in einer mit drei Gleisen ausgestatteten Halle unter anderen eine Lokomotive der Salzkammergut-Lokalbahn, Fahrzeuge der Steiermärkischen Landesbahnen und einige Lokomotiven der von der Donaumonarchie in Bosnien-Herzegowina errichteten Schmalspurbahnen gleicher Spurweite.

#### Kalvarienberg – „Kreuzpichl“
Östlich der Ortschaft Frojach, an der alten Straße nach Teufenbach, stehen an einer Terrassenkante drei Kreuze mit Figuren des Heilands und der beiden Schächer, welche um 1800 errichtet worden sein dürften. Urkunden belegen jedoch an dieser Stelle bereits im 16. Jahrhundert das Vorhandensein zumindest eines Wegkreuzes.

Kalvarienberg mit drei Kreuzen östlich von Frojach

### Vereinswesen

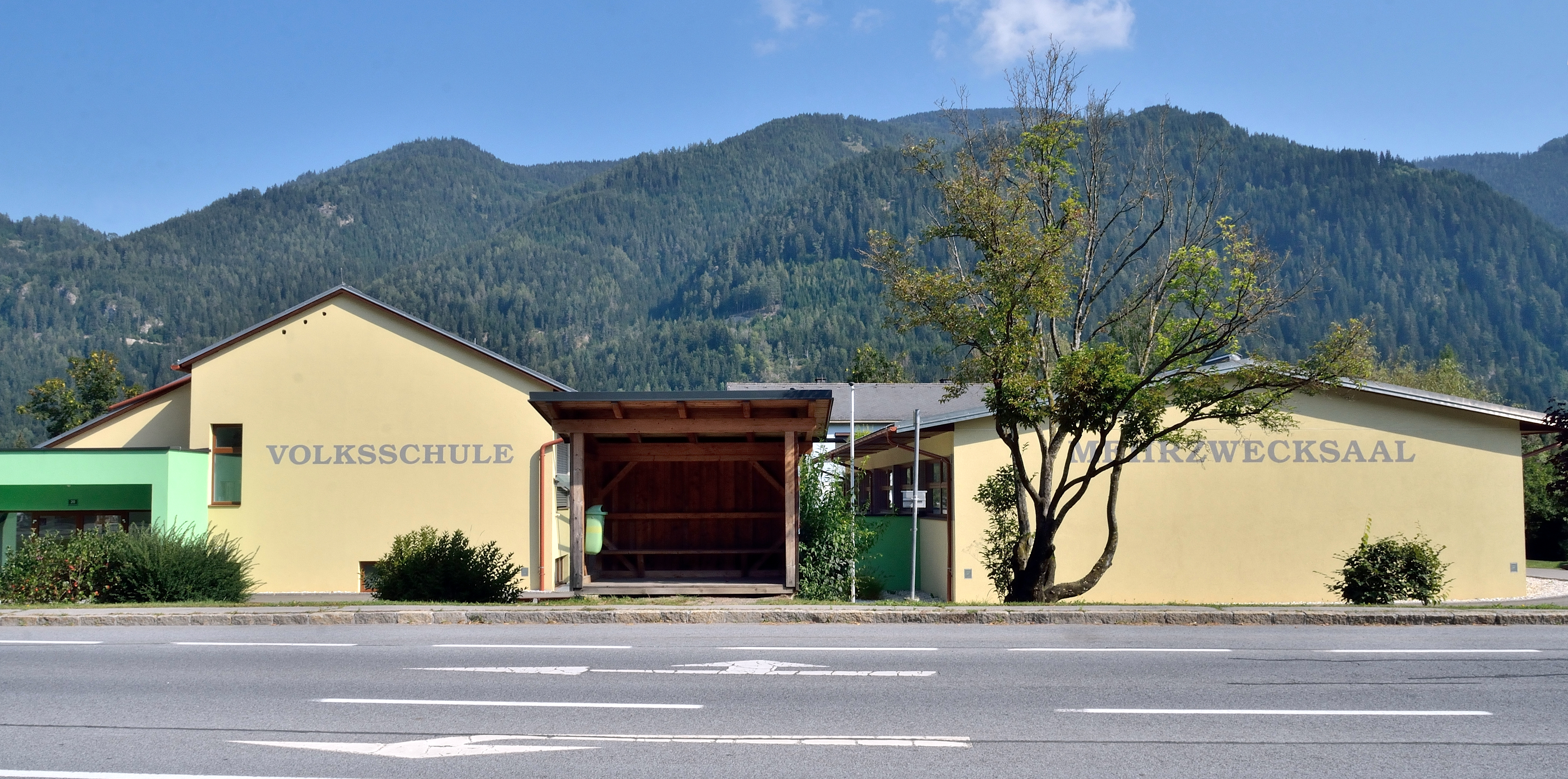
Volksschule und Mehrzwecksaal in Frojach

In Frojach-Katsch sind zurzeit 15 Vereine (2007) gemeldet. Der älteste Verein ist die Freiwillige Feuerwehr Frojach-Katsch, die im Jahr 1840 gegründet wurde.
- Musikverein
- Männergesangsverein
- Frauenchor
- Theaterverein
- Kameradschaftsbund
- Landjugend
- Sportverein
- FC-Fair Play
- Eisschützenverein
- Holzstraßen-Musikanten
- Verein zur Erhaltung der Ruine Katsch
- Club 760-Schmalspurmuseum
- Imkerverein
- Elternverein

## Persönlichkeiten
- Gottfried Sperl (* 1954), Politiker (FPÖ), Mitglied des Bundesrates, Bürgermeister von Frojach-Katsch 2010–2014

### Ehrenbürger
- 1958 Josef Genta, Volksschuldirektor (Ehrenbürger der Gemeinde Katsch)
- 1975 Matthias Reinmüller, Bürgermeister von Katsch 1955–1967
- 1975 Konrad Schuchnigg, Bürgermeister von Frojach 1946–1968, Bürgermeister von Frojach-Katsch 1968–1975
- 1990 Erich Hable (1911–2001), Lehrer, Ornithologe
- 1990 Georg Pranckh (1926–2005), Politiker der ÖVP, Bürgermeister von Frojach-Katsch 1975–1983, Abgeordneter zum Steiermärkischen Landtag 1970–1981, Abgeordneter zum Nationalrat 1983–1986[16]
- 1990 Franz Wallner, langjähriger Gemeindekassier

## Belege
1. ↑  Land Steiermark: Endgültiger Bevölkerungsstand am 31.10.2013 (Memento vom 15. April 2015 im Internet Archive) (Excel-Datei, 85 kB; abgerufen am 2. Mai 2015)
2. ↑  Gesetz vom 18. Dezember 1967 über die Gebietsänderung von Gemeinden (§ 9 Abs. 1).
3. ↑  Steiermärkische Gemeindestrukturreform.
4. ↑  § 3 Abs. 7 Z 1 des Gesetzes vom 17. Dezember 2013 über die Neugliederung der Gemeinden des Landes Steiermark (Steiermärkisches Gemeindestrukturreformgesetz – StGsrG). Landesgesetzblatt für die Steiermark vom 2. April 2014. Nr. 31, Jahrgang 2014. ZDB-ID 705127-x. S. 3.
5. ↑  Statistik Austria (Wohnbevölkerung nach Ortschaften) (PDF; 8 kB)
6. ↑  Digitaler Atlas der Steiermark
7. ↑  Sepp Genta: Chatissa-Katsch. Ein Beitrag zur Geschichte von Katsch. 1957.
8. ↑  Walter Brunner: Frojach-Katsch: Vielfalt und Einheit der langen Geschichte eines kleinen Lebensraumes. S. 36ff
9. ↑  Statistik Austria (Einwohner ab 1869) (PDF; 10 kB)
10. ↑  Statistik Austria (Demografische Daten) (PDF; 10 kB)
11. ↑  Walter Brunner: Frojach-Katsch: Vielfalt und Einheit der langen Geschichte eines kleinen Lebensraumes. S. 39
12. ↑  Walter Brunner: Frojach-Katsch: Vielfalt und Einheit der langen Geschichte eines kleinen Lebensraumes. S. 268
13. ↑  Walter Brunner: Frojach-Katsch: Vielfalt und Einheit der langen Geschichte eines kleinen Lebensraumes. S. 157
14. ↑  Lokomotiven des Club 760. Club 760, archiviert vom Original (nicht mehr online verfügbar) am 27. Oktober 2007; abgerufen am 12. August 2012.
15. ↑  Walter Brunner: Frojach-Katsch: Vielfalt und Einheit der langen Geschichte eines kleinen Lebensraumes. S. 340
16. ↑  https://www.parlament.gv.at/WWER/PAD_01291/index.shtml